# Balkan Cup 1933
De Balkan Cup 1933 was de 4e editie van dit voetbaltoernooi. Het toernooi werd gespeeld tussen 3 en 11 juni 1933. Er waren vier deelnemers. Roemenië werd kampioen.

## Eindstand
| Team        | Gsp | W | G | V | DV | DT | DS  | Ptn |
| ----------- | --- | - | - | - | -- | -- | --- | --- |
| Roemenië    | 3   | 3 | 0 | 0 | 13 | 0  | +13 | 6   |
| Joegoslavië | 3   | 2 | 0 | 1 | 9  | 8  | +1  | 4   |
| Bulgarije   | 3   | 1 | 0 | 2 | 2  | 11 | –9  | 2   |
| Griekenland | 3   | 0 | 0 | 3 | 3  | 8  | –5  | 0   |

## Wedstrijden
|                                                  |                                                                    |       |                                                           | |
| 3 juni 1933 «onderlinge duels» 18:00 uur (UTC+3) | Griekenland                                                        | 3 – 5 | Joegoslavië                                               | Stadionul Oficiul Național de Educație Fizică, Boekarest Toeschouwers: 6.000 Scheidsrechter: Denis Xifando (ROU) |
| 3 juni 1933 «onderlinge duels» 18:00 uur (UTC+3) | Theologos Simeonidis 4' Hristoforos Raggos 60' Mimis Pierrakos 89' |       | 12', 20', 72' Slavko Kodrnja 42', 79' Aleksandar Živković | Stadionul Oficiul Național de Educație Fizică, Boekarest Toeschouwers: 6.000 Scheidsrechter: Denis Xifando (ROU) |

|                                                  |                                                                           |       |           | |
| 4 juni 1933 «onderlinge duels» 16:30 uur (UTC+3) | Roemenië                                                                  | 7 – 0 | Bulgarije | Stadionul Oficiul Național de Educație Fizică, Boekarest Toeschouwers: 15.000 Scheidsrechter: Stavros Hatzopoulos (GRE) |
| 4 juni 1933 «onderlinge duels» 16:30 uur (UTC+3) | Petea Vâlcov 11', 76' Ştefan Dobay 53', 62' Gheorghe Ciolac 57', 61', 66' |       |           | Stadionul Oficiul Național de Educație Fizică, Boekarest Toeschouwers: 15.000 Scheidsrechter: Stavros Hatzopoulos (GRE) |

|                                                  |           |                                                       |             | |
| 7 juni 1933 «onderlinge duels» 18:00 uur (UTC+3) | Bulgarije | 0 – 4                                                 | Joegoslavië | Stadionul Oficiul Național de Educație Fizică, Boekarest Toeschouwers: 5.000 Scheidsrechter: Stavros Hatzopoulos (GRE) |
| 7 juni 1933 «onderlinge duels» 18:00 uur (UTC+3) |           | 10', 54', 75' Mirko Kokotović 22' Aleksandar Živković |             | Stadionul Oficiul Național de Educație Fizică, Boekarest Toeschouwers: 5.000 Scheidsrechter: Stavros Hatzopoulos (GRE) |

|                                                  |                  |       |             | |
| 8 juni 1933 «onderlinge duels» 18:00 uur (UTC+2) | Roemenië         | 1 – 0 | Griekenland | Stadionul Oficiul Național de Educație Fizică, Boekarest Toeschouwers: 15.000 Scheidsrechter: Ernest Fabris (YUG) |
| 8 juni 1933 «onderlinge duels» 18:00 uur (UTC+2) | Ştefan Dobay 24' |       |             | Stadionul Oficiul Național de Educație Fizică, Boekarest Toeschouwers: 15.000 Scheidsrechter: Ernest Fabris (YUG) |

|                                 |                           |       |             | |
| 10 juni 1933 «onderlinge duels» | Bulgarije                 | 2 – 0 | Griekenland | Stadionul Oficiul Național de Educație Fizică, Boekarest Toeschouwers: 8.000 Scheidsrechter: Costel Radulescu (ROU) |
| 10 juni 1933 «onderlinge duels» | Vladimir Todorov 85', 88' |       |             | Stadionul Oficiul Național de Educație Fizică, Boekarest Toeschouwers: 8.000 Scheidsrechter: Costel Radulescu (ROU) |

|                                                   |                                                                             |       |             | |
| 11 juni 1933 «onderlinge duels» 18:00 uur (UTC+3) | Roemenië                                                                    | 5 – 0 | Joegoslavië | Stadionul Oficiul Național de Educație Fizică, Boekarest Toeschouwers: 28.000 Scheidsrechter: Nikola Dosev (BUL) |
| 11 juni 1933 «onderlinge duels» 18:00 uur (UTC+3) | Silviu Bindea 7' Gheorghe Ciolac 10' Iuliu Bodola 13', 35' Ştefan Dobay 42' |       |             | Stadionul Oficiul Național de Educație Fizică, Boekarest Toeschouwers: 28.000 Scheidsrechter: Nikola Dosev (BUL) |